# Motu One (Marqueses)
Motu One, anomenat també en francès île de Sable, és una illa de les illes Marqueses, a la Polinèsia Francesa. Està situada al nord de l'arxipèlag, a 15 km al nord-est d'Hatutu.
L'illa de fet consta de bancs de sorra sobre un escull de corall. Es podria tractar de les restes d'un atol submergit. És l'únic escull de les illes Marqueses que es caracteritzen per ser illes altes volcàniques sense esculls protectors. Motu One té aproximadament 5 km de diàmetre. Tortugues marines i una àmplia varietat d'ocells nien a l'illa.
Segons les tradicions els marquesans visitaven Motu One per recollir ous, però no hi ha proves arqueològiques que fos habitat. El primer explorador a visitar-la va ser el nord-americà Joseph Ingraham, el 1791, que l'anomenà Lincoln Island. El 1992 es va declarar com a reserva natural.